# Erich Loewy
Erich Hans Loewy (* 31. Dezember 1927 in Wien; † 26. Oktober 2011 in Sacramento) war ein österreichisch-US-amerikanischer Kardiologe und Bioethiker.

## Leben
Erich Loewy wanderte nach dem Anschluss Österreichs 1938 über England in die Vereinigten Staaten aus. Er absolvierte eine Ausbildung zum Kardiologen, wechselte nach 14 Jahren aber das Fach, „weil es ihm zu langweilig wurde“, und spezialisierte sich auf Bioethik mit Schwerpunkt Soziale Gerechtigkeit. Loewy erhielt Lehrstühle für Bioethik an der University of Illinois und der University of California, Davis.

## Publikationen
Über 120 peer reviewed Artikel, elf Bücher und viele Kapitel in anderen Büchern.

## Auszeichnungen
- 2000: Paracelsusring der Stadt Villach
- 2003: Preis der Geriatriegesellschaft für humanistische Altersforschung
- 2003: Goldenes Ehrenzeichen der Stadt Wien
- 2008: Österreichisches Ehrenkreuz für Wissenschaft und Kunst I. Klasse